# Joseph Coutts
Joseph Coutts (Amritszár, 1945. július 21. –) pakisztáni római katolikus pap, a Karacsi főegyházmegye nyugalmazott érseke, bíboros.

## Életrajz
Coutts 1945. július 21-én született Amritszárban, Brit Indiában, egy goai családban. Édesapja, Pedro Jose Couto Aldonából, egy észak-goai faluból származott, a család otthona pedig Ucassaimban volt. Anil Joseph Thomas Couto, a Delhi főegyházmegye érseke az unokatestvére. Coutts több nyelven beszél, többek között angolul, olaszul, németül, franciául, urduul, pandzsábiul és szindhiül. Vallási képzését a karacsi Krisztus Király Szemináriumban kapta, 1971. január 9-én szentelték pappá Lahorban, Pakisztánban.
Felszentelése után 1973 és 1976 között Rómában végezte egyházi tanulmányait, majd a karacsi Krisztus Király Regionális Szeminárium filozófia és szociológia professzora, a lahori Kisszeminárium rektora, 1986 és 1988 között pedig az egyházmegye általános helynöke volt.

### Püspöki pályafutása
1988. május 5-én II. János Pál pápa kinevezte a pakisztáni Hiderábádi egyházmegye koadjutor püspökévé és szeptember 16-án felszentelték. Püspöki jelmondatául a Harmónia szót választotta. 1990. szeptember 1-jén lett a Hiderábádi egyházmegye püspöke. 1998. június 27-én a Fajszalábádi egyházmegye püspökévé nevezték ki.
Coutts hosszú ideje a Caritas Pakistan elnöke, és ő irányította a 2005-ös földrengés utáni segélyezési munkálatokat.
Fajszalábádban kapcsolatokat épített ki muzulmán tudósokkal és papokkal. A németországi Eichstätt-Ingolstadt Katolikus Egyetem 2007-ben Shalom-díjjal tüntette ki Coutts püspököt a pakisztáni vallásközi párbeszéd iránti elkötelezettségéért. A díjat 25 éve adják át az emberi jogokért dolgozó személyeknek és projekteknek.
2012. január 25-én XVI. Benedek pápa kinevezte Coutts püspököt a Karacsi főegyházmegye érsekévé, Evarist Pinto éresk utódjául. A városba való visszatérését megelőlegezve, ahol tanult és tanított, hangsúlyozta a város menekültek okozta népességrobbanása és a „szórványos erőszak- és terrorizmuskitörések” okozta kihívásokat, amelyek Karacsi életének jellemzőjévé váltak.
Fajszalábádban és Karacsiban is kampányolt a pakisztáni blaszfémiatörvény ellen, amelyet szerinte túl könnyen manipulálnak személyes támadásokhoz, vagy ahhoz, hogy vallási kisebbségeket vegyenek célba lényegtelen vagy színlelt bűncselekmények miatt. Karacsiban többszörös kapcsolatot hozott létre a muszlimok és katolikusok közötti vallásközi párbeszéd érdekében, amelynek célja mind a lakosság általi elfogadás, mind a politikai és vallási vezetők részéről a megértés növelése.
Coutts tüdőgyulladással került kórházba, és nem tudott Rómába utazni, hogy 2012 júniusában Benedek pápától átvegye a palliumot, a metropolita érseki státuszának jelképét.
2011-től 2017-ig a Pakisztáni Katolikus Püspöki Konferencia elnöke volt. Ferenc pápa a 2018. június 28-i konzisztóriumon bíborossá kreálta és a San Bonaventura da Bagnoregio templomot jelölte ki címtemplomául. Ő lett az ország második bíborosa Joseph Cordeiro (1918-1994) után, aki szintén goai származású volt.
Tagja volt a Vallásközi Párbeszéd Pápai Tanácsának.
2021. január 9-én a Szent Patrik-székesegyházban celebrált szentmisével ünnepelte pappá szentelésének 50. évfordulóját. 2021. február 11-én elfogadták lemondását a Karacsi főegyházmegye érseki tisztségéről.
2024. augusztus 14-én a pakisztáni elnök Couttsnak ítélte oda a Hilal-i-Imtiaz kitüntetést.